# تقنية الإطلاق الموقوت
تقنية الإطلاق الموقوت (المعروفة أيضًا باسم الإطلاق المستديم (SR)، أو الفعل المستدام (SA)، أو الإطلاق الممتد (ER، XR، XL)، أو الإطلاق الموقوت (TR)، أو الإطلاق المحكم (CR)، أو الإطلاق المعدل (MR)، أو الإطلاق المستمر (مستمر)) هي آلية تستخدم في حبوب الأقراص أو الكبسولات بغرض إذابة عقار على مدار الوقت حتى يتم إطلاقها ببطء وبصورة ثابتة في الدم مع الاستفادة من ميزة تناول العقار على فترات متباعدة بدلاً من تركيبات الإطلاق الفوري (IR) المتوفرة من العقار نفسه.
تُركب معظم عقاقير الإطلاق المؤقت بحيث يكون المكون النشط موجودًا داخل مصفوفة من المادة (المواد) غير القابلة للذوبان (وهي مواد متنوعة مثل: بعض الأكريليك، وحتى الكيتين؛ فعادةً ما تكون تلك المواد مسجلة بـ براءة اختراع) وبهذا ينساب العقار الذائب عبر الفتحات في المصفوفة. وتحاط بعض العقاقير في كبسولات ذات قاعدة من البوليمر مع فتحة مثقوبة بالليزر من أحد الجوانب وغشاء مسامي على الجانب الآخر. وتندفع أحماض المعدة باتجاه الغشاء المسامي ومن ثم يندفع العقار للخارج عبر الفتحة المثقوبة بالليزر. وفي الوقت المناسب، تُفرغ جرعة العقار بالكامل داخل النظام بينما يظل الوعاء البوليمري سليمًا ويتم إخراجه عبر عملية الهضم العادية.
في بعض تركيبات الإطلاق المستدام، يذوب العقار داخل المصفوفة ثم تنتفخ المصفوفة لتكون مادة هلامية، بما يسمح للعقار بالخروج عبر السطح الخارجي للمادة الهلامية.
كذلك، تعتبر الكبسولة المجهرية تقنية متكاملة لإنتاج مستحضرات إذابة معقدة. فعند تغلب مادة صيدلانية نشطة حول قلب داخلي، وتغطيتها بطبقات من مواد غير قابلة للذوبان لتكوين مدار ضئيل ستتمكن من الحصول على معدلات إذابة مضاعفة وأكثر اتساقًا بطريقة مريحة تمكنك من خلط ومطابقة مكونات صيدلانية للإطلاق الفوري في أية كبسولة مكونة من قطعتين من الجيلاتين.

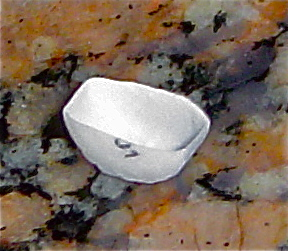
نصف قشرة فارغة لكبسولة بيبروبيون 150 ملليجرام من تصنيع شركة أنخين للمستحضرات الدوائية وقد تم نقع تلك الكبسولة في الماء طوال الليل ثم كسرها.

هناك اعتبارات معينة عند تكوين تركيبة إطلاق مستدام:
- إذا كان عمر النصف للمكون النشط طويلاً (أكثر من 6 ساعات)، فإنه يكون مستدامًا من تلقاء نفسه.
- إذا كان النشاط الصيدلاني للمكون النشط لا يرتبط بمستويات الدم، فلن يكون للإطلاق المؤقت هدف.
- إذا كان امتصاص المكون النشط ينطوي على نقل فعال، فإن تطوير منتج الإطلاق المؤقت سيكون مسببًا للمشاكل.
- أخيرًا، إذا كان عمر النصف للمكون النشط قصيرًا، فقد يحتاج إلى كمية كبيرة للحفاظ على جرعة فعالة لفترة طويلة. وفي هذه الحالة، يلزم وضعه في إطار علاجي شامل لتجنب التسمم؛ وبخلاف ذلك، تكون المخاطر غير مضمونة وقد يوصى بطريقة علاج أخرى.

## تقسيم الأقراص
قد لا تعمل بعض تركيبات الإطلاق المؤقت إذا قُسمت، مثل أغلفة أقراص الإطلاق المحكم، في حين أن التركيبات الأخرى مثل الكبسولة المجهرية تعمل إذا ابتلعت الكبسولات المجهرية بالكامل.